# San Lorenzo (Suchitepéquez)
San Lorenzo (en honor a su santo patrono Lorenzo mártir) es un municipio del departamento de Suchitepéquez de la región sur-occidente de la República de Guatemala.
Después de la Independencia de Centroamérica en 1821, San Lorenzo fue parte del Circuito de Mazatenango en el Distrito N.º11 (Suchitepéquez) para la administración de justicia.  Luego formó parte del efímero Estado de Los Altos que fue creado por los criollos liberales en 1838.  Este estado fue recuperado por la fuerza y reintegrado al Estado de Guatemala por el general mestizo conservador Rafael Carrera en 1840.
En 1942 fue seriamente dañado por un fuerte sismo que afectó a la región.

## Toponimia
Muchos de los nombres de los municipios y poblados de Guatemala constan de dos partes: el nombre del santo católico que se venera el día en que fueron fundados y una descripción con raíz náhuatl; esto se debe a que las tropas que invadieron la región en la década de 1520 al mando de Pedro de Alvarado estaban compuestas por soldados españoles y por indígenas tlaxcaltecas y cholultecas.  En algunos casos, los poblados solamente tenían el nombre del santo, como el caso de San Lorenzo, este fue fundado con el nombre de «San Lorenzo El Real», por haber sido en los primeros años de la colonia un asiento real y porque los conquistadores llevaban consigo una imagen traída de España que era de San Lorenzo El Real.[cita requerida]

### Denominaciones del poblado
- A Ren Lorenzo: versión que los indígenas le daban al nombre castellano del poblado
- Xochiltepeq: nombre original en lenguaje indígena
- Panaguá: «en el lugar de tus alimentos»; era el nombre de la aldea Panaguá cuyo nombre moderno es aldea «Las Chapinas»
- Aldea Patút: «lugar de zuyacales» nombre del k'ich'e y que se origina de los vocables «Pa» (que significa «lugar») y «Tut» (que significa «Zuyacal»). Zuyacal, a su vez es una palabra de origen Náhualtl, Zoyacal o Zoyatl  y quiere decir «casa» o «tapado». Patút estuvo ubicado más o menos en el lugar donde se encuentra la moderna Escuela Oficial Rural Mixta  «Profesora Berta Batres». La aldea Patút es ahora el Valle de Candelaria.[cita requerida]

### Otros vocables de interés
- Cammapó: «en el lugar de los terrenos de la comunidad»; con este nombre se denominaba a los terrenos comunales que fueron expropiados tras la Reforma Liberal de 1871
- Kinal: «adoratorio». Nombre que le daban los brujos locales la antigüedad al lugar milenario de la ceiba que se encontraba en la plaza pública y que era el quemadero o adoratorio para sus ceremonias religiosas, costumbres; se encontraba muy cerca de la iglesia.[cita requerida]
- I'on: nombre que le daban a las Iguanas.[cita requerida]

## Demografía
El municipio tiene una población aproximada de 13 541 habitantes según el censo de población del año 2018 con una densidad de 226 personas por kilómetro cuadrado.

## División política
El municipio cuenta con una gran cantidad de centros poblados tanto en la cabecera departamental como en el resto del municipio. En total cuenta con cinco aldeas, ocho cantones, dos parcelamientos y veintiún fincas:
| División       | Listado |
| -------------- | --- |
| Aldeas         | La Soledad, Valle de Candelaria, El Espino, Las Chapinas y La Providencia |
| Cantones       | 1. Pacún 2. Cerritos 3. La Esperanza 4. Mapaguite 5. El Naranjales 6. Las Flores 7. San José 8. Cerrito de Oro 9. Granjas San Lorenzo |
| Parcelamientos | Chapinas, Canales |
| Fincas         | 1. La Trinidad 2. Santo Tomás 3. Tonala 4. Las Milpitas 5. San Vicente 6. Las Margaritas 7. Palermo 8. Monte De Oro 9. El Delirio 10. El Porvenir 11. Arizona 12. Santa Teresa 13. San Rafael Paut 14. Las Floridas 15. El Diamante 16. La Pradera 17. Acapulco 18. Santa Rosa 19. Michoacán 20. Caña Brava 21. El Fortín |

## Geografía física
El municipio de San Lorenzo tiene una extensión territorial de 60 km².

### Ubicación geográfica
San Lorenzo se encuentra en el municipio de Suchitepéquez a una distancia de 6 km de la cabecera departamental Mazatenango y a la orilla del Océano Pacífico; cuenta con playa al sur de su territorio al igual que los demás municipios que se encuentra a su lado oriente y poniente. El municipio está rodeado de municipios del departamento de Suchitepéquez: 
- Norte: San Gabriel
- Océano Pacífico
- Este: Santo Domingo Suchitepéquez
- Oeste: Cuyotenango.[7]

|                    | Norte: San Gabriel   |                                   |
| Oeste: Cuyotenango |                      | Este: Santo Domingo Suchitepéquez |
|                    | Sur: Océano Pacífico |                                   |

## Gobierno municipal
Los municipios se encuentran regulados en diversas leyes de la República, que establecen su forma de organización, lo relativo a la conformación de sus órganos administrativos y los tributos destinados para los mismos.  Aunque se trata de entidades autónomas, se encuentran sujetos a la legislación nacional y las principales leyes que los rigen desde 1985 son:
| N.º | Ley                                                | Descripción |
| --- | -------------------------------------------------- | --- |
| 1   | Constitución Política de la República de Guatemala | Tiene una regulación legal específica para los municipios en los artículos 253 al 262. |
| 2   | Ley Electoral y de Partidos Políticos              | Ley de carácter constitucional aplicable a los municipios en el tema de la conformación de sus autoridades electas. |
| 3   | Código Municipal                                   | Decreto 12-2002 del Congreso de la República de Guatemala. Tiene la categoría de ley ordinaria y contiene preceptos generales aplicables a todos los municipios, e inclusive contiene legislación referente a la creación de los municipios.             |
| 4   | Ley de Servicio Municipal                          | Decreto 1-87 del Congreso de la República de Guatemala. Regula las relaciones entra la municipalidad y los servidores públicos en materia laboral. Tiene su base constitucional en el artículo 262 de la constitución que ordena la emisión de la misma. |
| 5   | Ley General de Descentralización                   | Decreto 14-2002 del Congreso de la República de Guatemala. Regula el deber constitucional del Estado, y por ende del municipio, de promover y aplicar la descentralización y desconcentración económica y administrativa.                                |

El gobierno de los municipios está a cargo de un Concejo Municipal mientras que el código municipal —ley ordinaria que contiene disposiciones que se aplican a todos los municipios— establece que «el concejo municipal es el órgano colegiado superior de deliberación y de decisión de los asuntos municipales […] y tiene su sede en la circunscripción de la cabecera municipal»; el artículo 33 del mencionado código establece que «[le] corresponde con exclusividad al concejo municipal el ejercicio del gobierno del municipio».
El concejo municipal se integra con el alcalde, los síndicos y concejales, electos directamente por sufragio universal y secreto para un período de cuatro años, pudiendo ser reelectos.
Existen también las Alcaldías Auxiliares, los Comités Comunitarios de Desarrollo (COCODE), el Comité Municipal del Desarrollo (COMUDE), las asociaciones culturales y las comisiones de trabajo. Los alcaldes auxiliares son elegidos por las comunidades de acuerdo a sus principios y tradiciones, y se reúnen con el alcalde municipal el primer domingo de cada mes, mientras que los Comités Comunitarios de Desarrollo y el Comité Municipal de Desarrollo organizan y facilitan la participación de las comunidades priorizando necesidades y problemas.

### Alcaldes desde 1986
| Alcalde                         | Período   | Partido        |
| ------------------------------- | --------- | -------------- |
| Julio César Montufar Herrarte   | 1986-1988 |                |
| Feliciano Túnchez Tello         | 1988-1991 | -PID --CAN-MEC |
| Cipriano Tupul Rac              | 1991-1993 | PNR            |
| José León Linares Rojas         | 1993-1996 | CAN            |
| José León Linares Rojas         | 1996-2000 |                |
| José León Linares Rojas         | 2000-2004 |                |
| Carlos García Ayala             | 2004-2008 |                |
| Enon Lapuyeu Ortiz              | 2008-2012 |                |
| Henry Estuardo Ayala Ardón      | 2012-2016 | PP             |
| Henry Estuardo Ayala Ardón      | 2016-2020 |                |
| Henry Estuardo Ayala Ardón      | 2020-2024 |                |
| Manolo Enrique Lapoyeu Gregorio | 2024-2028 |                |

## Historia

### Conquista de Guatemala

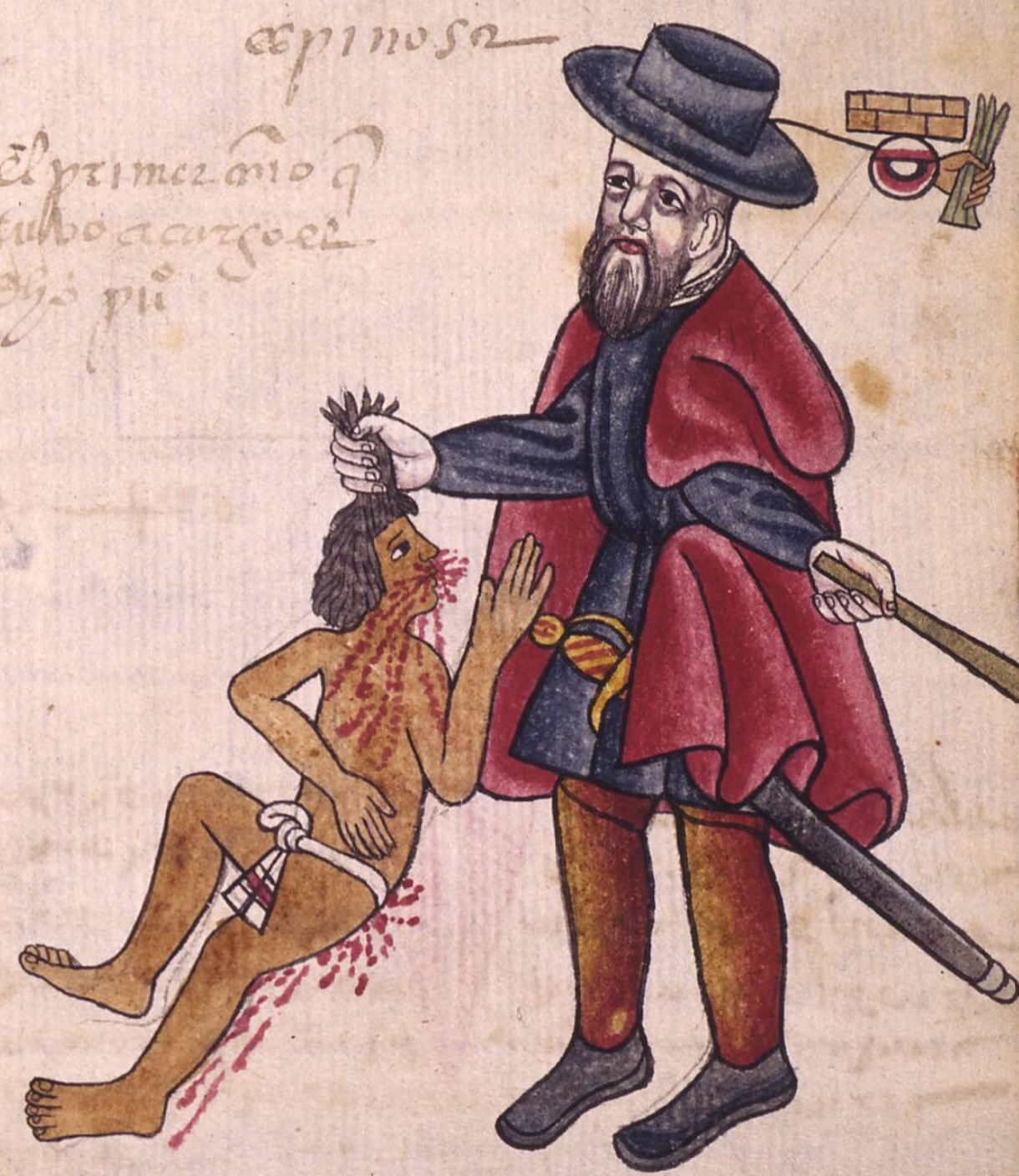
Códice Kingsborough: un encomendero abusa de un indígena. Copia del italiano Agostino Aglio 1825-1826, para Lord Kingsborough.

Al momento de la conquista de Xochiltepeq —nombre indígena del poblado de San Lorenzo— hubo una encarnizada lucha entre los invasores españoles, tlaxcaltecas y cholultecas y los indígenas locales en el que vencieron las fuerzas al mando del español Gonzalo de Alvarado quien sentó sus cédulas reales en dicho lugar.[cita requerida]
Después de la conquista del altiplano guatemalteco en 1524, se inició la etapa de fundación de encomiendas, para lo que se aglutinaban a las personas que acompañaban a los españoles con encomiendas o a algunas poblaciones dispersas que habían huido de la ocupación.  En algunas ocasiones se aglutinaban a personas hablantes de un mismo idioma o simplemente eran traídos de otros lugares para formar los nuevos poblados. Las fundaciones fueron ordenadas en 1538 a instancias del Obispo Francisco Marroquín por cédula que tuvo que reiterarse en 1541. El Oidor Juan Rogel Vásquez fue enviado por la Audiencia para hacer realidad la fundación de pueblos, encomendando este a los religiosos de las órdenes regulares conocedores de los idiomas indígenas para dirigir la reducción, centrando su atención en las cabeceras de los señoríos.  
Las encomiendas no solamente organizaban a la población indígena como mano de obra forzada sino que era una manera de recompensar a aquellos españoles que se habían distinguido por sus servicios y de asegurar el establecimiento de una población española en las tierras recién descubiertas y conquistadas.  También servían como centro de culturización y de evangelización obligatoria pues los indígenas eran reagrupados por los encomenderos en pueblos llamados «Doctrinas», donde debían trabajar y recibir la enseñanza de la doctrina cristiana a cargo de religiosos de las órdenes regulares, y encargarse también de la manutención de los frailes.

### Tras la independencia de Centroamérica
La constitución del Estado de Guatemala promulgada el 11 de octubre de 1825 también estableció los circuitos para la administración de justicia en el territorio del Estado y menciona que San Lorenzo era parte del Circuito de Mazatenango en el Distrito N.º11 de Suchitepéquez, junto con el propio Mazatenango, Samayaque, San Gabriel, Santo Domingo, Retalhuleu, San Antonio Suchitepéquez, San Bernardino, Sapotitlán y Santo Tomás.
Cuando se hizo una redistribución de los poblados del Estado de Guatemala el 27 de agosto de 1836, San Lorenzo fue adscrito al circuito de Mazatenango, correspondiente al Distrito No. 11 Suchitepéquez.

### El efímero Estado de Los Altos
A partir del 3 de abril de 1838, San Lorenzo fue parte de la región que formó el efímero Estado de Los Altos y que forzó a que el Estado de Guatemala se reorganizara en siete departamentos y dos distritos independientes el 12 de septiembre de 1839:
- Departamentos: Chimaltenango, Chiquimula, Escuintla, Guatemala, Mita, Sacatepéquez, y Verapaz
- Distritos: Izabal y Petén[13]

La región occidental de la actual Guatemala había mostrado intenciones de obtener mayor autonomía con respecto a las autoridades de la ciudad de Guatemala desde la época colonial, pues los criollos de la localidad consideraban que los criollos capitalinos que tenían el monopolio comercial con España no les daban un trato justo.  Pero este intento de secesión fue aplastado por el general Rafael Carrera, quien reintegró al Estado de Los Altos al Estado de Guatemala en 1840.
Por acuerdo del 23 de septiembre de 1927 las aldeas Patút y Paniagua fueron segregadas del municipio de Mazatenango y anexadas al municipio de San Lorenzo. El 4 de octubre de 1921 se autorizó a la municipalidad entregar a los vecinos los títulos de propiedad de los sitios urbanos que poseían legítimamente.

### Terremoto de 1942
El 6 de agosto de 1942, el poblado fue sacudido por dos fuertes sismos que destruyeron el templo católica.  El sismo se produjo a las 17:37 hora local (23:37 UTC) y tuvo una magnitud de 7.7 en la escala de magnitud de momento (Mw) y 7.9 en la escala de Magnitud de onda superficial (Ms). El epicentro se encontró a lo largo de la costa sur de Guatemala,.
El terremoto causó extensos daños en el altiplano central y occidental de Guatemala. Treinta y ocho personas murieron en el terremoto. Los deslizamientos de tierra, causados por la combinación del terremoto y las fuertes lluvias estacionales, destruyeron carreteras, incluso la Carretera Interamericana, y líneas telegráficas.
El 26 de julio de 1957, se le asigna como Municipio de cuarta categoría.

## Idioma
El idioma materno de los habitantes indígenas es el K'iche' y también se habla el español; aunque también existen otros idiomas pero se practican en porcentaje menor. 

## Religión
En el aspecto religioso la población profesa la fe católica en un 55%, la evangélica cristiana en un 30% y existe un 15% de otros credos.[cita requerida] Los grupos católicos están representados por la parroquia «Divino Redentor» que tiene su sede administrativa en la ciudad de Mazatenango y en el centro urbano se localiza la iglesia principal. Por su parte, existen iglesias protestantes de distintas denominaciones, ubicadas tanto en el centro del municipio como en toda el área rural. 
A pesar de que la población indígena es mayoritaria en San  Lorenzo solamente existe un lugar sagrado para los rituales precolombinos, denominado «Pozo de la Virgen»; calificado por los concurrentes al mapeo participativo como de mediana importancia, el Pozo de la Virgen se encuentra ubicado en la primera calle del área urbana del municipio y su mantenimiento está a cargo del personal de la municipalidad.[cita requerida]

## Costumbres y tradiciones
En el sitio donde había estado la primera capilla de la Virgen se formó el histórico pozo que se conoce con el nombre de «Pozo de la Virgen» de San Lorenzo; en este  lugar donde las damas lorenzanas han quebrado tinajas de barro en señal de aceptación del amor de sus pretendientes. 

### Traje típico
Los llamados «trajes típicos» de Guatemala son prendas características que utilizan los pobladores de determinadas regiones o poblados; estos fueron impuestos a los indígenas conquistados por los encomenderos, curas reductores y frailes doctrineros luego de la Conquista en el siglo xvi; la finalidad de estos atuendos era identificar fácilmente a qué región pertenecían los indígenas y evitar migraciones descontroladas.  Tras la Independencia de Centroamérica los trajes se mantuvieron entre los indígenas por costumbre, pues las prendas eran heredades de generación a generación.
San Lorenzo conserva muy poco sus artesanías folklóricas debido al proceso de ladinización o deculturación; quienes todavía mantienen viva la tradición Lorenzana son los pobladores indígenas y grupos de ladinos relacionados con la Iglesia Católica. En buena parte de los indígenas se observa que tejen paños, pelajes, servilletas; además elaboran y utilizan las mulas o Jícaras para tomar atole, los tecomates para llevar agua al trabajo, jalabayes, atarrayas, canastos, candelas de colores, garliteras y estacadas; hay quienes aún hacen manualmente sus calzoncillos típicos para ir a la siembra y la tapisca de maíz.
Las mujeres de la localidad visten el folklórico corte asido a la cintura con el acostumbrado chongo asegurado o amarrado al igual que se viste en San Gabriel, Samayac, Tierras del Pueblo, Aldea El Progreso, etc.[cita requerida]  Este traje típico de las mujeres es un corte o refajo que se asegura a la cintura con un chongo o mocho, una blusa corriente de manta o de cualquier otra tela, generalmente para las fiestas acostumbran ponerse una blusa de sharmé, un peinado muy típico con un chongo o rulo en la parte frontal, no acostumbran a usar joyas sofisticadas, a excepción de los collares de bambas o de frijoles de pito de brujo. Los hombres usan un calzoncillo blanco a manera de pantaloncito que generalmente es de manta y un paño azul tejidos por ellos mismos.[cita requerida]

### Bailes e instrumentos regionales
En el folklore festivo de San Lorenzo se destacaba la participación de las marimbas propias del lugar, las cuales no solo eran ejecutadas por los nativos del lugar, sino que además eran fabricadas por ellos mismos habiéndose destacados los hermanos Tupul como famosos marimbistas y marimberos. Ellos se iban a las montañas a obtener el palo de hormigo en grupos de nueve hombres con el «Patán». Al regresar al poblado dejaban el palo en el patio de la casa largo tiempo para que le penetrara la luna en sus entrañas, pues como la luna al corazón ya había recibido las voces, el arrullo musical de la «Tit».[cita requerida]
- Baile o danza folklórica: entre las que más resaltan están: danza de moros, Baile de la Conquista, el tun, y el torito nacional.  Existen los llamados maestros o enseñadores de los bailes así como los tocadores de tambores y la chirimía o el pito de carrizo para amenizar los bailes; quienes son llamados de otros pueblos para esos menesteres. En general los nombres e instrumentos son el tun, el tambor, la chirimía, el pito de caña de carrizo, la marimba, los chinchines o sonajas que se utilizan para el baile del torito nacional, mientras que las tortugas y pito de barro que utilizan para las posadas navideñas. San Lorenzo ha sido un pueblo que en el plano folklórico se ha destacado por su creación fructífera en lo que a marimbas de tecomate y las de cojones con tela de araña se refiere, creatividad fantástica de los maestros Tupul.
- Baile del Tun: se presenta como baile de desarrapados que se mueven al compás del palo de Tun, instrumento musical confeccionado de palo de hormigo que produce un sonido nostálgico de remembranzas del pasado glorioso. Se lleva a cabo con ocasión de la siembra de maíz, como un ruego al Santo Mundo o a la Santa Tierra, para que existan buenas cosechas de este grano alimenticio base de la dieta diaria de los indígenas.

### Costumbres
- Pedida de la novia: Quienes todavía guardan sus costumbres ancestrales llevan a cabo el enamoramiento en forme tradicional, al inicio del enamoramiento el muchacho se levanta temprano para ver a la futura novia cuando va al molino, a traer agua en su tinaja o al río para lavar, el muchacho le habla y si no responde la agarra del corte o del paño hasta que ella escucha, después de haber pasado el tiempo lo acepta y se ven diariamente. Después de transcurrir  el  tiempo  deciden  casarse  y  realizar  las  dos  pedidas,  dejando  un  tiempo prudencial programa la ceremonia del casamiento. A la primera pedida le llaman: “PREGUNTA” consiste en que el novio va acompañado de sus padres y de un anciano encargado de hablar por el novio ante los futuros suegros, el pedidor o anciano encarado es un “Chuch Cajan” o persona preparada, que sabe mucho. En la Pregunta o Primer Pedida llevan pan y chocolate para los padres de la novia. En la pedida formal se llevan canastos de pan, un canasto de chocolate, aguas gaseosas etc. En esta fijan la fecha de matrimonio, que lo llevan a cabo con ceremonia civil y religiosa.

- El Chip: En San Lorenzo se acostumbra dar la bienvenida al mundo «al Chip», o sea, a un niño recién nacido. Llegan todos los vecinos, amigos y familiares de los padres del niño para llevarles presentes como regalo de bienvenida a este mundo; también le llevan regalos a la madre como: frijol, maíz, arroz, azúcar, carne, jabón, huevos, gallinas, candelas, etc. Las personas que llegan a conocer al nuevo heredero ayudan en la casa a la preparación de los alimentos de la madre y de la familia, así como también están al cuidado de prepararle a la parturienta sus bebidas de alhucema, panecito y las agüitas de vegetales para el mejor alentamiento (la mejor recuperación después de dar a luz). Las visitas de los amigos y familiares se prolongan por cuarenta días que dura el reposo en cama de la madre.[cita requerida]

- Cofradías: Las cofradías traídas por los españoles a Guatemala son el reflejo y la reelaboración de los significados tradicionales de las instituciones de España en América. Aunque las cofradías no son nativas de Guatemala, si tienen y han adoptado los usos y costumbres de los antepasados indígenas como  por ejemplo el significado mágico del recibimiento y traspaso de las cofradías, las posaditas, las repartidas de atole, de comida típica del pueblo; pero aun así pervive mucho la estructura española, entre ellos: Alcalde, Mayordomo, Capitanas, etc. En San Lorenzo y en casi la mayor parte de los municipios de Suchitepéquez, las Cofradías tienen similar integración, finalidad, administración y estructura. Alcaldes de Cofradías, Mayordomo, Chajales, Capitanas, etc. San Lorenzo se encuentra entre los primeros pueblos Xochilepetl que adoptaron la costumbre de tener sus cofradías a partir del año 1695. El padre Valentín Villar dice que la más antigua de San Lorenzo fue la cofradía de «Nuestra Señora del Rosario», que en su peculio tenía 35 pesos y sus libros de participantes y de registros de actividades. La Hermandad de nuestra Señora del Rosario se organizó con los ladinos que empezaban a poblar San Lorenzo y cuyo peculio era de 100 pesos y otros bienes que habían sido donados por sus organizadores, iniciando su actividad a partir de la Semana Santa del año 1718. En 1723 comienza la Hermandad de Nuestra Señora de Candelaria con un caudal de 100 pesos. Actualmente en San Lorenzo solo existe una cofradía que es la de la Virgen de Candelaria.[cita requerida]

### Leyendas
San Lorenzo es un pueblo rico en tradición oral y existen muchas leyendas que le dan la vida a la cultura folklórica, entre ellas: el «Pozo de la Virgen», los Tunes, La Llorona, La Siguanaba, El Duende, El Cadejo, el Matapalo, La de Chincajá, la del cacique Gaspar Tupul —quien fue el que representó al común del pueblo para la construcción de la Iglesia Colonial—, las Iguanas, el Chorocotel, y la de Evaristo Cajas. A continuación se resumen las leyendas más representativas de San Lorenzo.
- Leyenda de Evaristo Cajas: de acuerdo a esta leyendo, cuando Evaristo Cajas supo que la imagen de la Virgen de Candelaria era muy milagrosa y misericordiosa, pensó que eso le permitiría que él le quitara toda la plata pura que formaba su vestimenta, ya que ella haría el milagro de que le salirle otra ropa totalmente de plata igual a la que él le iba a robar. Cajas dispuso entonces arrancar a la Virgen de su altar, llevarla a su casa y allí quitarle toda la plata de su indumentaria, para luego pintarla de plateado y que nadie se diera cuenta del robo; además, consiguió la ayuda del alcalde, regidores, alguaciles y algunos enviados de la Jefatura Política de Mazatenango para el efecto, quienes que creyeron que ellos iban a obtener una pingüe ganancia de la plata robada.[cita requerida]

Ahora bien, cuando Cajas ya había logrado penetrar al recinto y recoger todo lo que quería robar, al intenter remover a la imagen Virgen de su sitial de honor un fenómeno natural lo sobrecogió tanto a él como a los ministriles que lo acompañaban: un fuerte temblor de tierra hizo que salieran despavoridos dejando a la imagen en la Iglesia. Sin embargo, una hora después, ya repuestos del susto, intentaron nuevamente robar a la imagen, pero una vez más un temblor de tierra —esta vez de mayor intensidad— hizo que se desplomara la parte central de la iglesia, dejando en pie únicamente el cimborrio que cubría el altar mayor donde se encontraba la imagen y Evaristo Cajas junto con sus ministriles.
- El «Pozo de la Virgen»:  el pueblo de San Lorenzo fue escenario de fieros combates entre españoles conquistadores e indígenas defensores de sus  tierras, específicamente en el sitio pantanoso conocido como «Man Ren».  A pesar de la bravura y espíritu de lucha de los indígenas, fueron derrotados y los españoles vencedores fundaron «San Lorenzo El Real» como una encomienda, nombrando a una persona anciana del pueblo para que fuera una especie de gobernante intermediario entre indígenas y españoles. El gobernante nombrado realizaría sus actividades de justicia auxiliado por cinco ministriles y diez agentes, ya que las autoridades indígenas habían sido apresados o asesinados por las fuerzas españolas.

Posteriormente a la fundación del poblado llegaron los sacerdotes católicos, quienes iniciaron la construcción del templo en honor a la Virgen de Candelaria y  a San Lorenzo mártir, imágenes que los invasores habían traído consigo desde España. Los sacerdotes improvisaron una capilla u oratorio para poner a la virgen unos doscientos metros más o menos en línea diagonal de donde se encuentra la iglesia actualmente, hacia el norte de la ceiba de la plaza pública, más o menos por donde se encuentra hoy el Pozo de la Virgen; colocaron a la Virgen en un pedestal de plata labrada para que eventualmente fuera trasladada al templo colonial que se iba a construir.  Este oratorio provisionaltenía un graderío formado de motivos artísticos hechos por los primeros españoles que se repartieron la encomienda de San Lorenzo.
En la construcción de la iglesia participaron caciques principales del pueblo y la representación estuvo a cargo del principal Gaspar Tupul, quién era el líder de los lorenzanos. Al principio los indígenas se oponían a aceptar la religión católica, pues la asociaban con la tiranía de los conquistadores, que estaban torturando a varios de los pobladores en un cepo; los sacerdotes ante esta circunstancia aconsejaron a los lugareños que fueran a pedirle a la Virgen que los tiranos le quitaran el martirio del pueblo y que volvieran a caminar libres por las calles.[cita requerida]
Los indígenas fueron al templo y la Virgen de Candelaria les hizo el milagro un dos de febrero, que fue cuando llegó la orden de Pedro de Alvarado de que liberaran a los prisioneros del cepo. Al quedar libres, las familias y todos los pobladores fueron al templo a prender velas y a ofrecer los primeros exvotos a la Virgen llevando tambor, tun, chirimía. Ocho días después de esto o sea el octavario, el Mam —como llamaban al gobernante provisional— tuvo un sueño en el que la Virgen le revelaba que a unos doscientos metros al norte donde estaba la capilla que cavaran una roca y que en ella brotaría agua para su pueblo. El Mam comunicó esto al pueblo y marcharon de inmediato en busca de la roca donde en efecto brotaba agua.[cita requerida]
- Leyenda del baile del Tun: de acuerdo a la tradición lorenzana, este baile se originó en San Lorenzo cuando la Virgen de Candelaria se fue de la iglesia por la vida licenciosa que llevaban los caciques y demás principales del pueblo. Cuando los habitantes vieron que ella se había ido de su templo hacia la parte norte donde el Mam descubrió el legendario «Pozo de la Virgen», los habitantes del pueblo fueron al lugar a ofrendarle  sus  más  lujosos  bailes  folklóricos,  pero  lo  único  que  lograron fue enojarla más y que se alejara del pueblo.  Tuvieron entonces la idea de llamar a Pascual Tupul —uno de los maseguales del lugar— quién tuvo la idea de organizar una baile bastante fiero con la gente más pobre del lugar, pues la Virgen no quería que llegaran los ricos licenciosos. Tupul hizo reunir por medio de un bando a todos los ajchopenel y los vistió con harapos y máscaras; los disfrazados empezaron a bailar trabacanillas y el brinco del Tun Tun, al ver las gracejadas de la gente la Virgen se sonrió y aceptó que la llevaran en hombros en una especie de procesión hacia el templo que se había quedado abandonado.[cita requerida]

## Fiestas
San Lorenzo tiene vida social y cultural desde el año 1525 época de la post-conquista, desarrollándose desde  esa época “El  Baile del  Tun”, evento folklórico hasta la fecha, también  La Romería es  un  acontecimiento  para venerar a la imagen de la Virgen  de Candelaria desde el 2 de febrero de 1539 cuando se ofició por primera vez una misa dirigida por el Fray Toribio de Montolinera. La iglesia católica organiza la celebración anual en honor a la Virgen, considerada como la fiesta titular, siendo la más popular, alegre y concurrida; se celebran romerías desde sus comunidades, de Suchitepéquez y del interior del país. Durante los cinco días de fiesta se realizan actividades de coronación de la Reina Indígena (U’ Cotijal Rech Mam Rén), Baile de Moros, Baile de la Conquista, Procesiones con Tronos Multicolores, de las Cofradías, bailes sociales, Palo Ensebado y carreras de toros.[cita requerida]
En el día titular de la Virgen de Candelaria (2 de febrero) se realiza la tradicional alborada evocándose también a San Lorenzo Mártir por ser fiesta de San Lorenzo, que según ellos es hombre y representa a los Ajcachaponel (trabajadores del campo), acostumbran abstenerse de trabajar tres días antes de las festividades para prepararse y estar a tono con las celebraciones. Nueve días antes de la festividad se celebran misas y “Novenas” o Rezos a San Lorenzo, siendo cada una de ellas propiedad de personas devotas del Santo, poniendo cada dueño de novena flores, los cohetes o bombas pirotécnicas las cuales se queman al finalizar cada novena por la noche. Otra celebración importante es el “Nim Quij” del 10 de agosto, a la hora del «Tucum-Tucum» hay un solemne rezado, el 9 por la noche y el 10 por la mañana sale la procesión de San Lorenzo a recorrer las calles del pueblo. La comida tradicional de San Lorenzo que se degusta para la fiesta es el pulique con carne y huevos de Iguana (I’on), también se acostumbra prepara la comida chojín de iguana.[cita requerida]